# إليك غرانت
إليك غرانت (1894 بأستراليا - 9 يونيو 1966) (بالإنجليزية: Alec Grant)‏ هو لاعب كريكت نيوزلندي. لعب مع فريق كانتربري للكريكت ‏ وWellington cricket team ‏.

## وصلات خارجية
- إليك غرانت على موقع إي آس بي آن كريك إنفو (الإنجليزية)